# Bosznia-hercegovinai labdarúgó-bajnokság (első osztály)
A Bosznia-hercegovinai labdarúgó-bajnokság első osztálya (bosnyákul: Premijer liga Bosne i Hercegovine) a legfelső szintű labdarúgó-bajnokság Bosznia-Hercegovinában, amelyet a Bosznia-hercegovinai labdarúgó-szövetség ír ki, és szervez meg. A bajnokságot 1992-ben hozták létre de a Boszniai háború miatt csak 1994-95-ben rendeztek először bajnokságot. Az UEFA hivatalosan 2000 óta ismeri el a bajnokság meglétét.
A bajnokságban 12 csapat vesz részt és minden szezon végén az utolsó két együttes búcsúzik az első osztálytól. A bajnokcsapat a Bajnokok Ligája első selejtezőkörében, a Bosnyák kupa győztese és a bajnokság második és harmadik helyezettjei a UEFA Konferencia Liga első körében indulhatnak.

## Résztvevők
A 2022-2023-as szezon résztvevői.
| Klub                    | Város         | Stadion                      | Férőhelyek | 2021–22-es helyezés |
| ----------------------- | ------------- | ---------------------------- | ---------- | ------------------- |
| FK Borac Banja Luka     | Banja Luka    | Banja Luka City Stadium      | 10 030     | 3.                  |
| FK Igman Konjic         | Konjic        | Stadion Igmana               | 5 000      | FBiH 1.             |
| FK Leotar               | Trebinja      | Police Stadium               | 8 550      | 9.                  |
| FK Sloboda Tuzla        | Tuzla         | Tušanj Stadium               | 7 200      | 10.                 |
| FK Sloga Doboj          | Doboj         | Luke Stadium                 | 3 000      | RS 1.               |
| FK Tuzla City           | Tuzla         | Tušanj Stadium               | 7 200      | 2.                  |
| FK Velež Mostar         | Mostar        | Rođeni Stadium               | 7 000      | 5.                  |
| HŠK Posušje             | Posušje       | Mokri Dolac Stadium          | 8 000      | 8.                  |
| HŠK Zrinjski Mostar     | Mostar        | Rođeni Stadium               | 7 000      | 1.                  |
| FK Sarajevo             | Szarajevó     | Asim Ferhatović Hase Stadium | 34 500     | 4.                  |
| NK Široki Brijeg        | Široki Brijeg | Pecara Stadium               | 7 000      | 7.                  |
| FK Željezničar Sarajevo | Szarajevó     | Grbavica Stadium             | 13 449     | 6.                  |

### Premier League Champions
A 2000–2001-es szezon óta a Bosznia-hercegovinai labdarúgó-bajnokság a Premier League of Bosnia and Herzegovina lett.
| Szezon   | Bajnok (Premier League győztes) | Ezüstérmes    | Bronzérmes    | Győztes menedzser      | Gólkirály(ok)                                | Gólkirály(ok) |
| Szezon   | Bajnok (Premier League győztes) | Ezüstérmes    | Bronzérmes    | Győztes menedzser      | Játékos(ok) (Klub)                           | Gólok száma   |
| -------- | ------------------------------- | ------------- | ------------- | ---------------------- | -------------------------------------------- | ------------- |
| 2000–011 | Željezničar (2)                 | Brotnjo       | Sarajevo      | Amar Osim (1)          | Dželaludin Muharemović (Željezničar)         | 31            |
| 2001–021 | Željezničar (3)                 | Široki Brijeg | Brotnjo       | Amar Osim (2)          | Ivica Huljev (Željezničar)                   | 15            |
| 2002–03  | Leotar (1)                      | Željezničar   | Sarajevo      | Milan Jovin (1)        | Emir Obuća (Sarajevo)                        | 24            |
| 2003–04  | Široki Brijeg (1)               | Željezničar   | Sarajevo      | Ivo Ištuk (1)          | Alen Škoro (Sarajevo)                        | 20            |
| 2004–05  | Zrinjski (1)                    | Željezničar   | Široki Brijeg | Franjo Džidić (1)      | Zoran Rajović (Zrinjski)                     | 17            |
| 2005–06  | Široki Brijeg (2)               | Sarajevo      | Zrinjski      | Ivica Barbarić (1)     | Petar Jelić (Modriča)                        | 19            |
| 2006–07  | Sarajevo (2)                    | Zrinjski      | Slavija       | Husref Musemić (1)     | Stevo Nikolić (Modriča) Dragan Benić (Borac) | 19            |
| 2007–08  | Modriča (1)                     | Široki Brijeg | Čelik Zenica  | Slaviša Božičić (1)    | Darko Spalević (Slavija)                     | 18            |
| 2008–09  | Zrinjski (2)                    | Slavija       | Sloboda Tuzla | Dragan Jović (1)       | Darko Spalević (Slavija)                     | 17            |
| 2009–10  | Željezničar (4)                 | Široki Brijeg | Borac         | Amar Osim (3)          | Feđa Dudić (Travnik)                         | 16            |
| 2010–11  | Borac (1)                       | Sarajevo      | Željezničar   | Vlado Jagodić (1)      | Ivan Lendrić (Zrinjski)                      | 16            |
| 2011–12  | Željezničar (5)                 | Široki Brijeg | Borac         | Amar Osim (4)          | Eldin Adilović (Željezničar)                 | 19            |
| 2012–13  | Željezničar (6)                 | Sarajevo      | Borac         | Amar Osim (5)          | Emir Hadžić (Sarajevo)                       | 20            |
| 2013–14  | Zrinjski (3)                    | Široki Brijeg | Sarajevo      | Branko Karačić (1)     | Wagner (Široki Brijeg)                       | 18            |
| 2014–15  | Sarajevo (3)                    | Željezničar   | Zrinjski      | Dženan Uščuplić (1)    | Riad Bajić (Željezničar)                     | 15            |
| 2015–16  | Zrinjski (4)                    | Sloboda Tuzla | Široki Brijeg | Vinko Marinović (1)    | Leon Benko (Sarajevo)                        | 17            |
| 2016–17  | Zrinjski (5)                    | Željezničar   | Sarajevo      | Blaž Slišković (1)     | Ivan Lendrić (Željezničar)                   | 19            |
| 2017–18  | Zrinjski (6)                    | Željezničar   | Sarajevo      | Blaž Slišković (2)     | Miloš Filipović (Zrinjski)                   | 16            |
| 2018–19  | Sarajevo (4)                    | Zrinjski      | Široki Brijeg | Husref Musemić (2)     | Sulejman Krpić (Željezničar)                 | 16            |
| 2019–20  | Sarajevo (5)                    | Željezničar   | Zrinjski      | Vinko Marinović (2)    | Mersudin Ahmetović (Sarajevo)                | 16            |
| 2020–21  | Borac (2)                       | Sarajevo      | Velež         | Marko Maksimović (1)   | Nemanja Bilbija (Zrinjski)                   | 17            |
| 2021–22  | Zrinjski (7)                    | Tuzla City    | Borac         | Sergej Jakirović (1)   | Nemanja Bilbija (Zrinjski)                   | 33            |
| 2022–23  | Zrinjski (8)                    |               |               | Krunoslav Rendulić (1) |                                              |               |

| 0Az aktuális szezonban megnyerték a bajnokságot és a Bosnyák kupát is.0 |

1 A Bosznia-Hercegovina Szerb Köztársaság olyan klubjai nélkül játszott, amelyek csak 2002 óta vesznek részt a bajnokságban.

## Eddigi bajnokok
Az UEFA hivatalosan a 2000-01-es szezontól ismerte el a Boszniai Premier League függetlenségét.
| Klub          | Győztes szezon |
| ------------- | -------------- |
| Zrinjski      | 8              |
| Željezničar   | 5              |
| Sarajevo      | 4              |
| Borac         | 2              |
| Široki Brijeg | 2              |
| Leotar        | 1              |
| Modriča       | 1              |

## Megjegyzés
1. ↑  2020 márciusában felfüggesztették a bosznia-hercegovinai COVID-19 világjárvány miatt a bajnokságot, majd 2020. június 1-jén lerövidítették a bajnokság további részét.[2]